# Cmentarz wojenny nr 61 – Wirchne
Cmentarz wojenny nr 61 – Wirchne – zabytkowy cmentarz wojenny z okresu I wojny światowej, znajdujący się w Wirchnem, we wschodniej części miejscowości Gładyszów w gminie Uście Gorlickie (woj. małopolskie).

Zaprojektowany przez Dušana Jurkoviča. Na trójkątnym kamiennym pomniku umieszczono tablicę z inskrypcją autorstwa Hansa Hauptmanna. Napis w przekładzie na język polski brzmi: 
„By nie było wam żal, że w objęciach śmierci jesteście
 Wierni wiedeńscy bohaterowie
Te oto słowa niech dzień po dniu
 Głoszą radosną wieść:
 Polegliście wy, dzielni
Dla świętej ziemi cesarskiego miasta 
Które wam życie dało.
 Nie bezcześci jej żadna stopa wroga".
Pochowano tu 194 żołnierzy austro-węgierskich i 5 rosyjskich poległych w 1915 roku. 